# Liste der Fornminnen in Bräkne-Hoby

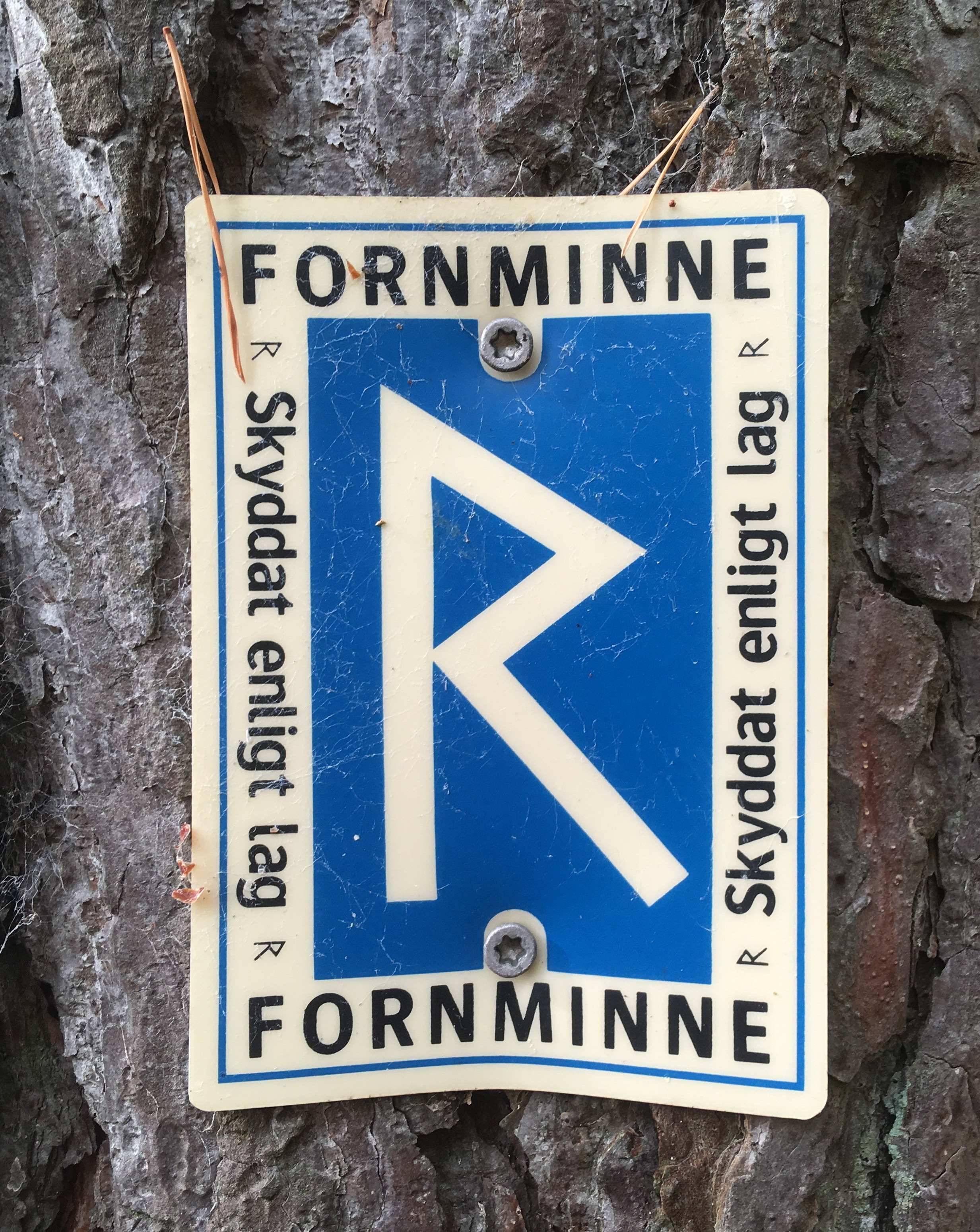
Zeichen für „Fornminnen“ in Schweden

Diese Liste der Fornminnen in Bräkne-Hoby zeigt die „Alten/antiken Denkmale“ (schwedisch fornminnen) im ehemaligen Socken Bräkne-Hoby in der heutigen Gemeinde Ronneby der südschwedischen Provinz Blekinge län, sie ist eine Teilliste der „Liste der Fornminnen in Blekinge“. Die Aufteilung basiert auf der historischen Zuordnung der Gebiete in Socken (siehe auch) und der Einteilung des Zentralamt für Denkmalpflege Riksantikvarieämbetet (RAÄ). Es werden die Fornminnen aufgeführt, die auf dem Suchdienst „Fornsök“ registriert sind, welcher weitere Informationen zu den bekannten kulturhistorischen Überresten in Schweden enthält.

## Begriffserklärung
Fornminnen (schwedisch für alte/antike Denkmale oder archäologische Funde) sind in Schweden alte Objekte und archäologische Funde (Fornlämningar), welche die Überreste menschlicher Aktivitäten in der Vergangenheit bezeichnen, die durch frühere Nutzung entstanden sind und dauerhaft aufgegeben wurden. Dabei gilt für Fornminnen, die vor 1850 entstanden sind, dass sie automatisch durch das Gesetz geschützt sind. Aber auch jüngere Überreste können zu Bodendenkmalen erklärt werden, wenn sie sich an ihrem ursprünglichen Standort befinden und weitgehend erdgebunden sind. Als Fornminnen zählen u. a. Siedlungen und Siedlungsreste aus prähistorischer Zeit, Gräber und Grabstätten, Burgruinen, Ruinen von Klöstern, Kirchen und Schlössern, Steine und Felsen mit Inschriften und Bildern (z. B. Runensteine und Petroglyphen), insofern sie nicht schon als Einzeldenkmal unter Byggnadsminnen (schwedisch für Baudenkmale) oder kyrkliga Kulturminnen (schwedisch für kirchliches Kulturgut) ausgewiesen sind.

## Legende
| ID           | = | ID.Nr. des Denkmalregisters (Fornsök) im schwedische Amt für nationales Kulturerbe (Riksantikvarieämbetet (RAÄ)) |
| Lage         | = | Koordinatenangabe des Standorts                                                                                  |
| Bezeichnung  | = | Bezeichnung des Denkmalobjekts (auch RAÄ-Nr.)                                                                    |
| Beschreibung | = | Name (Denkmaltyp/Dokumentenverweis im Arkivsök) sowie eine kurze Beschreibung des Objekts                        |
| Bild         | = | Bild des Objekts sowie Verweis auf weitere Bilder                                                                |

## Fornminnen Bräkne-Hoby
| ID             | Lage    | Bezeichnung (RAÄ-Nr.)           | Beschreibung | Bild           |
| -------------- | ------- | ------------------------------- | --- | -------------- |
| 10098800010001 | (Karte) | Bräkne-Hoby 1:1, Steinsetzung   | Bräkne-Hoby 1:1 (Steinsetzung / L1979:4175) bitte Beschreibung ergänzen | Weitere Bilder |
| 10098800040001 | (Karte) | Bräkne-Hoby 4:1, Steinsetzung   | Bräkne-Hoby 4:1 (Steinsetzung / L1979:4194) bitte Beschreibung ergänzen | Weitere Bilder |
| 10098800040002 | (Karte) | Bräkne-Hoby 4:2, Steinsetzung   | Bräkne-Hoby 4:2 (Steinsetzung / L1979:4195) bitte Beschreibung ergänzen | Weitere Bilder |
| 10098800040003 | (Karte) | Bräkne-Hoby 4:3, Steinsetzung   | Bräkne-Hoby 4:3 (Steinsetzung / L1979:4726) bitte Beschreibung ergänzen | Weitere Bilder |
| 10098800050001 | (Karte) | Bräkne-Hoby 5:1, Gräberfeld     | Bräkne-Hoby 5:1 (Gräberfeld / L1979:4196) etwa 1 ha großes Gräberfeld nördlich des Hofs Väby 69 bestehend aus 6 nachgewiesenen Funden (1 Grabstein und 5 runde bis eckige Steinsetzungen), befindet sich ca. 5 km südlich Bräkne-Hoby nördlich der Väbyvägen, etwa 300 m westlich des kleinen See Bysjön. | Weitere Bilder |
| 10098800060001 | (Karte) | Bräkne-Hoby 6:1, Steinsetzung   | Bräkne-Hoby 6:1 (Steinsetzung / L1979:5046) bitte Beschreibung ergänzen | Weitere Bilder |
| 10098800080001 | (Karte) | Bräkne-Hoby 8:1, Röse           | Bräkne-Hoby 8:1 (Steinhügelgrab / L1979:4486) bitte Beschreibung ergänzen | Weitere Bilder |
| 10098800100001 | (Karte) | Bräkne-Hoby 10:1, Steinsetzung  | Bräkne-Hoby 10:1 (Steinsetzung / L1979:4499) bitte Beschreibung ergänzen | Weitere Bilder |
| 10098800100002 | (Karte) | Bräkne-Hoby 10:2, Steinsetzung  | Bräkne-Hoby 10:2 (Steinsetzung / L1979:5061) bitte Beschreibung ergänzen | Weitere Bilder |
| 10098800100003 | (Karte) | Bräkne-Hoby 10:3, Steinsetzung  | Bräkne-Hoby 10:3 (Steinsetzung / L1979:5060) bitte Beschreibung ergänzen | Weitere Bilder |
| 10098800110001 | (Karte) | Bräkne-Hoby 11:1, Steinsetzung  | Bräkne-Hoby 11:1 (Steinsetzung / L1979:4500) bitte Beschreibung ergänzen | Weitere Bilder |
| 10098800120001 | (Karte) | Bräkne-Hoby 12:1, Steinsetzung  | Bräkne-Hoby 12:1 (Steinsetzung / L1979:4501) bitte Beschreibung ergänzen | Weitere Bilder |
| 10098800120002 | (Karte) | Bräkne-Hoby 12:2, Grabstein     | Bräkne-Hoby 12:2 (Grabstein / L1979:4554) bitte Beschreibung ergänzen | Weitere Bilder |
| 10098800130001 | (Karte) | Bräkne-Hoby 13:1, Steinsetzung  | Bräkne-Hoby 13:1 (Steinsetzung / L1979:4555) bitte Beschreibung ergänzen | Weitere Bilder |
| 10098800140001 | (Karte) | Bräkne-Hoby 14:1, Röse          | Bräkne-Hoby 14:1 (Steinhügelgrab / L1979:5113) bitte Beschreibung ergänzen | Weitere Bilder |
| 10098800150001 | (Karte) | Bräkne-Hoby 15:1, Röse          | Bräkne-Hoby 15:1 (Steinhügelgrab / L1979:5133) bitte Beschreibung ergänzen | Weitere Bilder |
| 10098800150002 | (Karte) | Bräkne-Hoby 15:2, Steinsetzung  | Bräkne-Hoby 15:2 (Steinsetzung / L1979:4570) bitte Beschreibung ergänzen | Weitere Bilder |
| 10098800150003 | (Karte) | Bräkne-Hoby 15:3, Steinsetzung  | Bräkne-Hoby 15:3 (Steinsetzung / L1979:5132) bitte Beschreibung ergänzen | Weitere Bilder |
| 10098800150004 | (Karte) | Bräkne-Hoby 15:4, Gründung      | Bräkne-Hoby 15:4 (Hausgründung / L1979:5114) bitte Beschreibung ergänzen | Weitere Bilder |
| 10098800160001 | (Karte) | Bräkne-Hoby 16:1, Steinsetzung  | Bräkne-Hoby 16:1 (Steinsetzung / L1979:4119) bitte Beschreibung ergänzen | Weitere Bilder |
| 10098800160002 | (Karte) | Bräkne-Hoby 16:2, Grabstein     | Bräkne-Hoby 16:2 (Grabstein / L1979:5134) bitte Beschreibung ergänzen | Weitere Bilder |
| 10098800170001 | (Karte) | Bräkne-Hoby 17:1, Steinsetzung  | Bräkne-Hoby 17:1 (Steinsetzung / L1979:4377) bitte Beschreibung ergänzen | Weitere Bilder |
| 10098800170002 | (Karte) | Bräkne-Hoby 17:2, Steinsetzung  | Bräkne-Hoby 17:2 (Steinsetzung / L1979:4925) bitte Beschreibung ergänzen | Weitere Bilder |
| 10098800180001 | (Karte) | Bräkne-Hoby 18:1, Steinsetzung  | Bräkne-Hoby 18:1 (Steinsetzung / L1979:4379) bitte Beschreibung ergänzen | Weitere Bilder |
| 10098800180002 | (Karte) | Bräkne-Hoby 18:2, Steinsetzung  | Bräkne-Hoby 18:2 (Steinsetzung / L1979:4378) bitte Beschreibung ergänzen | Weitere Bilder |
| 10098800190001 | (Karte) | Bräkne-Hoby 19:1, Steinsetzung  | Bräkne-Hoby 19:1 (Steinsetzung / L1979:4977) bitte Beschreibung ergänzen | Weitere Bilder |
| 10098800190002 | (Karte) | Bräkne-Hoby 19:2, Steinsetzung  | Bräkne-Hoby 19:2 (Steinsetzung / L1979:4978) bitte Beschreibung ergänzen | Weitere Bilder |
| 10098800200001 | (Karte) | Bräkne-Hoby 20:1, Gräberfeld    | Bräkne-Hoby 20:1 (Gräberfeld / L1979:4428) fast dreieckiges (ca. 40 x 40 m Kanten) Gräberfeld östlich des Hofs Hakarp 58 bestehend aus 5 nachgewiesenen Funden (1 Grabstein und 4 runde bis eckige Steinsetzungen), die hügelige Kuppe (200 x 130 m) befindet sich ca. 3,5 km südlich Bräkne-Hoby in einer Kurve an der Hakarpvägen und weist weitere historische Funde (5 Steinsetzungen, 1 Grabstein und 1 Petroglyphe) auf. | Weitere Bilder |
| 10098800210001 | (Karte) | Bräkne-Hoby 21:1, Steinsetzung  | Bräkne-Hoby 21:1 (Steinsetzung / L1979:4445) bitte Beschreibung ergänzen | Weitere Bilder |
| 10098800220001 | (Karte) | Bräkne-Hoby 22:1, Röse          | Bräkne-Hoby 22:1 (Steinhügelgrab / L1979:4446) bitte Beschreibung ergänzen | Weitere Bilder |
| 10098800220002 | (Karte) | Bräkne-Hoby 22:2, Steinsetzung  | Bräkne-Hoby 22:2 (Steinsetzung / L1979:4251) bitte Beschreibung ergänzen | Weitere Bilder |
| 10098800220003 | (Karte) | Bräkne-Hoby 22:3, Steinsetzung  | Bräkne-Hoby 22:3 (Steinsetzung / L1979:5045) bitte Beschreibung ergänzen | Weitere Bilder |
| 10098800230001 | (Karte) | Bräkne-Hoby 23:1, Steinsetzung  | Bräkne-Hoby 23:1 (Steinsetzung / L1979:4263) bitte Beschreibung ergänzen | Weitere Bilder |
| 10098800230002 | (Karte) | Bräkne-Hoby 23:2, Steinsetzung  | Bräkne-Hoby 23:2 (Steinsetzung / L1979:4780) bitte Beschreibung ergänzen | Weitere Bilder |
| 10098800240001 | (Karte) | Bräkne-Hoby 24:1, Grabstein     | Bräkne-Hoby 24:1 (Grabstein / L1979:4264) bitte Beschreibung ergänzen | Weitere Bilder |
| 10098800250001 | (Karte) | Bräkne-Hoby 25:1, Steinsetzung  | Bräkne-Hoby 25:1 (Steinsetzung / L1979:4797) bitte Beschreibung ergänzen | Weitere Bilder |
| 10098800270001 | (Karte) | Bräkne-Hoby 27:1, Steinsetzung  | Bräkne-Hoby 27:1 (Steinsetzung / L1979:4799) bitte Beschreibung ergänzen | Weitere Bilder |
| 10098800280001 | (Karte) | Bräkne-Hoby 28:1, Steinsetzung  | Bräkne-Hoby 28:1 (Steinsetzung / L1979:4309) bitte Beschreibung ergänzen | Weitere Bilder |
| 10098800290001 | (Karte) | Bräkne-Hoby 29:1, Steinsetzung  | Bräkne-Hoby 29:1 (Steinsetzung / L1979:4310) bitte Beschreibung ergänzen | Weitere Bilder |
| 10098800300001 | (Karte) | Bräkne-Hoby 30:1, Petroglyphe   | Bräkne-Hoby 30:1 (Petroglyphe / L1979:4848) bitte Beschreibung ergänzen | Weitere Bilder |
| 10098800310001 | (Karte) | Bräkne-Hoby 31:1, Steinsetzung  | Bräkne-Hoby 31:1 (Steinsetzung / L1979:4849) bitte Beschreibung ergänzen | Weitere Bilder |
| 10098800320001 | (Karte) | Bräkne-Hoby 32:1, Steinsetzung  | Bräkne-Hoby 32:1 (Steinsetzung / L1979:4320) bitte Beschreibung ergänzen | Weitere Bilder |
| 10098800330001 | (Karte) | Bräkne-Hoby 33:1, Steinsetzung  | Bräkne-Hoby 33:1 (Steinsetzung / L1979:4321) bitte Beschreibung ergänzen | Weitere Bilder |
| 10098800340001 | (Karte) | Bräkne-Hoby 34:1, Steinsetzung  | Bräkne-Hoby 34:1 (Steinsetzung / L1979:4860) bitte Beschreibung ergänzen | Weitere Bilder |
| 10098800350001 | (Karte) | Bräkne-Hoby 35:1, Steinsetzung  | Bräkne-Hoby 35:1 (Steinsetzung / L1979:4861) bitte Beschreibung ergänzen | Weitere Bilder |
| 10098800370001 | (Karte) | Bräkne-Hoby 37:1, Steinsetzung  | Bräkne-Hoby 37:1 (Steinsetzung / L1979:4364) bitte Beschreibung ergänzen | Weitere Bilder |
| 10098800380001 | (Karte) | Bräkne-Hoby 38:1, Steinsetzung  | Bräkne-Hoby 38:1 (Steinsetzung / L1979:4120) bitte Beschreibung ergänzen | Weitere Bilder |
| 10098800390001 | (Karte) | Bräkne-Hoby 39:1, Gräberfeld    | Bräkne-Hoby 39:1 (Gräberfeld / L1979:4638) ovales (etwa 65 × 20 m) Gräberfeld bestehend aus 4 nachgewiesenen Funden (1 Steinhügelgrab und 3 Steinsetzungen) am Rande einer Kuppe, befindet sich ca. 3 km südlich Bräkne-Hoby, etwa 100 m nordwestlich des Hof Hakarp 50. | Weitere Bilder |
| 10098800410001 | (Karte) | Bräkne-Hoby 41:1, Steinsetzung  | Bräkne-Hoby 41:1 (Steinsetzung / L1979:4661) bitte Beschreibung ergänzen | Weitere Bilder |
| 10098800420001 | (Karte) | Bräkne-Hoby 42:1, Grabstein     | Bräkne-Hoby 42:1 (Grabstein / L1979:4662) bitte Beschreibung ergänzen | Weitere Bilder |
| 10098800440001 | (Karte) | Bräkne-Hoby 44:1, Steinsetzung  | Bräkne-Hoby 44:1 (Steinsetzung / L1979:4178) bitte Beschreibung ergänzen | Weitere Bilder |
| 10098800450001 | (Karte) | Bräkne-Hoby 45:1, Steinsetzung  | Bräkne-Hoby 45:1 (Steinsetzung / L1979:4711) bitte Beschreibung ergänzen | Weitere Bilder |
| 10098800450002 | (Karte) | Bräkne-Hoby 45:2, Steinsetzung  | Bräkne-Hoby 45:2 (Steinsetzung / L1979:4712) bitte Beschreibung ergänzen | Weitere Bilder |
| 10098800460001 | (Karte) | Bräkne-Hoby 46:1, Steinsetzung  | Bräkne-Hoby 46:1 (Steinsetzung / L1979:4203) bitte Beschreibung ergänzen | Weitere Bilder |
| 10098800460002 | (Karte) | Bräkne-Hoby 46:2, Steinsetzung  | Bräkne-Hoby 46:2 (Steinsetzung / L1979:4713) bitte Beschreibung ergänzen | Weitere Bilder |
| 10098800470001 | (Karte) | Bräkne-Hoby 47:1, Grabstein     | Bräkne-Hoby 47:1 (Grabstein / L1979:4204) bitte Beschreibung ergänzen | Weitere Bilder |
| 10098800480001 | (Karte) | Bräkne-Hoby 48:1, Steinsetzung  | Bräkne-Hoby 48:1 (Steinsetzung / L1979:4727) bitte Beschreibung ergänzen | Weitere Bilder |
| 10098800490001 | (Karte) | Bräkne-Hoby 49:1, Steinsetzung  | Bräkne-Hoby 49:1 (Steinsetzung / L1979:4728) bitte Beschreibung ergänzen | Weitere Bilder |
| 10098800490002 | (Karte) | Bräkne-Hoby 49:2, Steinsetzung  | Bräkne-Hoby 49:2 (Steinsetzung / L1979:4729) bitte Beschreibung ergänzen | Weitere Bilder |
| 10098800540001 | (Karte) | Bräkne-Hoby 54:1, Steinsetzung  | Bräkne-Hoby 54:1 (Steinsetzung / L1979:4532) bitte Beschreibung ergänzen | Weitere Bilder |
| 10098800550001 | (Karte) | Bräkne-Hoby 55:1, Steinsetzung  | Bräkne-Hoby 55:1 (Steinsetzung / L1979:5036) bitte Beschreibung ergänzen | Weitere Bilder |
| 10098800560001 | (Karte) | Bräkne-Hoby 56:1, Steinsetzung  | Bräkne-Hoby 56:1 (Steinsetzung / L1979:4153) bitte Beschreibung ergänzen | Weitere Bilder |
| 10098800570001 | (Karte) | Bräkne-Hoby 57:1, Steinsetzung  | Bräkne-Hoby 57:1 (Steinsetzung / L1979:4687) bitte Beschreibung ergänzen | Weitere Bilder |
| 10098800570002 | (Karte) | Bräkne-Hoby 57:2, Steinsetzung  | Bräkne-Hoby 57:2 (Steinsetzung / L1979:4689) bitte Beschreibung ergänzen | Weitere Bilder |
| 10098800570003 | (Karte) | Bräkne-Hoby 57:3, Steinsetzung  | Bräkne-Hoby 57:3 (Steinsetzung / L1979:4688) bitte Beschreibung ergänzen | Weitere Bilder |
| 10098800570004 | (Karte) | Bräkne-Hoby 57:4, Steinsetzung  | Bräkne-Hoby 57:4 (Steinsetzung / L1979:4104) bitte Beschreibung ergänzen | Weitere Bilder |
| 10098800580001 | (Karte) | Bräkne-Hoby 58:1, Steinsetzung  | Bräkne-Hoby 58:1 (Steinsetzung / L1979:4289) bitte Beschreibung ergänzen | Weitere Bilder |
| 10098800590001 | (Karte) | Bräkne-Hoby 59:1, Steinsetzung  | Bräkne-Hoby 59:1 (Steinsetzung / L1979:4821) bitte Beschreibung ergänzen | Weitere Bilder |
| 10098800600001 | (Karte) | Bräkne-Hoby 60:1, Gräberfeld    | Bräkne-Hoby 60:1 (Gräberfeld / L1979:4822) bitte Beschreibung ergänzen | Weitere Bilder |
| 10098800610001 | (Karte) | Bräkne-Hoby 61:1, Steinsetzung  | Bräkne-Hoby 61:1 (Steinsetzung / L1979:4926) bitte Beschreibung ergänzen | Weitere Bilder |
| 10098800610002 | (Karte) | Bräkne-Hoby 61:2, Steinsetzung  | Bräkne-Hoby 61:2 (Steinsetzung / L1979:4927) bitte Beschreibung ergänzen | Weitere Bilder |
| 10098800620001 | (Karte) | Bräkne-Hoby 62:1, Röse          | Bräkne-Hoby 62:1 (Steinhügelgrab / L1979:4434) bitte Beschreibung ergänzen | Weitere Bilder |
| 10098800630001 | (Karte) | Bräkne-Hoby 63:1, Steinsetzung  | Bräkne-Hoby 63:1 (Steinsetzung / L1979:5062) bitte Beschreibung ergänzen | Weitere Bilder |
| 10098800630002 | (Karte) | Bräkne-Hoby 63:2, Steinsetzung  | Bräkne-Hoby 63:2 (Steinsetzung / L1979:5064) bitte Beschreibung ergänzen | Weitere Bilder |
| 10098800630003 | (Karte) | Bräkne-Hoby 63:3, Steinsetzung  | Bräkne-Hoby 63:3 (Steinsetzung / L1979:4502) bitte Beschreibung ergänzen | Weitere Bilder |
| 10098800630004 | (Karte) | Bräkne-Hoby 63:4, Grabstein     | Bräkne-Hoby 63:4 (Grabstein / L1979:5063) bitte Beschreibung ergänzen | Weitere Bilder |
| 10098800640001 | (Karte) | Bräkne-Hoby 64:1, Steinsetzung  | Bräkne-Hoby 64:1 (Steinsetzung / L1979:5116) bitte Beschreibung ergänzen | Weitere Bilder |
| 10098800650001 | (Karte) | Bräkne-Hoby 65:1, Steinsetzung  | Bräkne-Hoby 65:1 (Steinsetzung / L1979:4135) bitte Beschreibung ergänzen | Weitere Bilder |
| 10098800650002 | (Karte) | Bräkne-Hoby 65:2, Steinsetzung  | Bräkne-Hoby 65:2 (Steinsetzung / L1979:4664) bitte Beschreibung ergänzen | Weitere Bilder |
| 10098800660001 | (Karte) | Bräkne-Hoby 66:1, Steinsetzung  | Bräkne-Hoby 66:1 (Steinsetzung / L1979:4136) bitte Beschreibung ergänzen | Weitere Bilder |
| 10098800670001 | (Karte) | Bräkne-Hoby 67:1, Grabstein     | Bräkne-Hoby 67:1 (Grabstein / L1979:4137) bitte Beschreibung ergänzen | Weitere Bilder |
| 10098800750001 | (Karte) | Bräkne-Hoby 75:1, Grabstein     | Bräkne-Hoby 75:1 (Grabstein / L1979:5066) bitte Beschreibung ergänzen | Weitere Bilder |
| 10098800750002 | (Karte) | Bräkne-Hoby 75:2, Grabstein     | Bräkne-Hoby 75:2 (Grabstein / L1979:4503) bitte Beschreibung ergänzen | Weitere Bilder |
| 10098800750003 | (Karte) | Bräkne-Hoby 75:3, Grabstein     | Bräkne-Hoby 75:3 (Grabstein / L1979:4983) bitte Beschreibung ergänzen | Weitere Bilder |
| 10098800770001 | (Karte) | Bräkne-Hoby 77:1, Friedhof      | Bräkne-Hoby 77:1 (Friedhof / L1979:4505) bitte Beschreibung ergänzen | Weitere Bilder |
| 10098800780001 | (Karte) | Bräkne-Hoby 78:1, Friedhof      | Bräkne-Hoby 78:1 (Friedhof / L1979:4559) bitte Beschreibung ergänzen | Weitere Bilder |
| 10098800790001 | (Karte) | Bräkne-Hoby 79:1, Megalith      | Bräkne-Hoby 79:1 (Steinkammergrab / L1979:4100) bitte Beschreibung ergänzen | Weitere Bilder |
| 10098800810001 | (Karte) | Bräkne-Hoby 81:1, Gräberfeld    | Bräkne-Hoby 81:1 (Gräberfeld / L1979:4625) bitte Beschreibung ergänzen | Weitere Bilder |
| 10098800820001 | (Karte) | Bräkne-Hoby 82:1, Gräberfeld    | Bräkne-Hoby 82:1 (Gräberfeld / L1979:4343) bitte Beschreibung ergänzen | Weitere Bilder |
| 10098800830001 | (Karte) | Bräkne-Hoby 83:1, Grabstein     | Bräkne-Hoby 83:1 (Grabstein / L1979:4900) bitte Beschreibung ergänzen | Weitere Bilder |
| 10098800840001 | (Karte) | Bräkne-Hoby 84:1, Grabstein     | Bräkne-Hoby 84:1 (Grabstein / L1979:4901) bitte Beschreibung ergänzen | Weitere Bilder |
| 10098800860001 | (Karte) | Bräkne-Hoby 86:1, Grabstein     | Bräkne-Hoby 86:1 (Grabstein / L1979:4466) bitte Beschreibung ergänzen | Weitere Bilder |
| 10098800870001 | (Karte) | Bräkne-Hoby 87:1, Grabstein     | Bräkne-Hoby 87:1 (Grabstein / L1979:4482) bitte Beschreibung ergänzen | Weitere Bilder |
| 10098800880001 | (Karte) | Bräkne-Hoby 88:1, Grabstein     | Bräkne-Hoby 88:1 (Grabstein / L1979:5034) bitte Beschreibung ergänzen | Weitere Bilder |
| 10098800880002 | (Karte) | Bräkne-Hoby 88:2, Grabstein     | Bräkne-Hoby 88:2 (Grabstein / L1979:5033) bitte Beschreibung ergänzen | Weitere Bilder |
| 10098800880003 | (Karte) | Bräkne-Hoby 88:3, Grabstein     | Bräkne-Hoby 88:3 (Grabstein / L1979:5035) bitte Beschreibung ergänzen | Weitere Bilder |
| 10098800890001 | (Karte) | Bräkne-Hoby 89:1, Petroglyphe   | Bräkne-Hoby 89:1 (Petroglyphe / L1979:4608) bitte Beschreibung ergänzen | Weitere Bilder |
| 10098800910001 | (Karte) | Bräkne-Hoby 91:1, Röse          | Bräkne-Hoby 91:1 (Steinhügelgrab / L1979:4102) bitte Beschreibung ergänzen | Weitere Bilder |
| 10098800930001 | (Karte) | Bräkne-Hoby 93:1, Wallburg      | Bräkne-Hoby 93:1 (Wallburg / L1979:4753) bitte Beschreibung ergänzen | Weitere Bilder |
| 10098800940001 | (Karte) | Bräkne-Hoby 94:1, Grabstein     | Bräkne-Hoby 94:1 (Grabstein / L1979:4242) bitte Beschreibung ergänzen | Weitere Bilder |
| 10098800940002 | (Karte) | Bräkne-Hoby 94:2, Steinsetzung  | Bräkne-Hoby 94:2 (Steinsetzung / L1979:4768) bitte Beschreibung ergänzen | Weitere Bilder |
| 10098800980001 | (Karte) | Bräkne-Hoby 98:1, Röse          | Bräkne-Hoby 98:1 (Steinhügelgrab / L1979:5019) bitte Beschreibung ergänzen | Weitere Bilder |
| 10098800980002 | (Karte) | Bräkne-Hoby 98:2, Steinsetzung  | Bräkne-Hoby 98:2 (Steinsetzung / L1979:5416) bitte Beschreibung ergänzen | Weitere Bilder |
| 10098800990001 | (Karte) | Bräkne-Hoby 99:1, Megalith      | Bräkne-Hoby 99:1 (Steinkammergrab / L1979:4583) bitte Beschreibung ergänzen | Weitere Bilder |
| 10098800990002 | (Karte) | Bräkne-Hoby 99:2, Steinsetzung  | Bräkne-Hoby 99:2 (Steinsetzung / L1979:5037) bitte Beschreibung ergänzen | Weitere Bilder |
| 10098800990003 | (Karte) | Bräkne-Hoby 99:3, Steinsetzung  | Bräkne-Hoby 99:3 (Steinsetzung / L1979:4584) bitte Beschreibung ergänzen | Weitere Bilder |
| 10098800990004 | (Karte) | Bräkne-Hoby 99:4, Steinsetzung  | Bräkne-Hoby 99:4 (Steinsetzung / L1979:4582) bitte Beschreibung ergänzen | Weitere Bilder |
| 10098801000001 | (Karte) | Bräkne-Hoby 100:1, Steinsetzung | Bräkne-Hoby 100:1 (Steinsetzung / L1979:5160) bitte Beschreibung ergänzen | Weitere Bilder |
| 10098801010001 | (Karte) | Bräkne-Hoby 101:1, Gräberfeld   | Bräkne-Hoby 101:1 (Gräberfeld / L1979:4105) bitte Beschreibung ergänzen | Weitere Bilder |
| 10098801020001 | (Karte) | Bräkne-Hoby 102:1, Steinsetzung | Bräkne-Hoby 102:1 (Steinsetzung / L1979:4245) bitte Beschreibung ergänzen | Weitere Bilder |
| 10098801020002 | (Karte) | Bräkne-Hoby 102:2, Steinsetzung | Bräkne-Hoby 102:2 (Steinsetzung / L1979:4227) bitte Beschreibung ergänzen | Weitere Bilder |
| 10098801040001 | (Karte) | Bräkne-Hoby 104:1, Gräberfeld   | Bräkne-Hoby 104:1 (Gräberfeld / L1979:4870) ovales etwa 40 x 25 m großes Gräberfeld aus bestehend aus 6 Funden (5 Steinsetzungen und 1 Feuerstelle). Im Norden eine runde (ca. 10 m Durchmesser) Steinsetzung und südlich davon weitere bis zu 7 m Durchmesser, bemerkenswert die sich westlich befindende abgegrenzte Feuerstelle als rechteckige (1,7 x 1,4 m) Vertiefung im Fels. Befindet sich mit weiteren Funden auf einem Hügelkamm etwa 5 km südlich Bräkne-Hoby nahe der Ortschaft Lilla Kulleryd, etwa 150 m östlich der Sonekullavägen, ca. 90 m südlich davon z.b. ein weiteres Gräberfeld Bräkne-Hoby 105:1 (L1979:4979) | Weitere Bilder |
| 10098801050001 | (Karte) | Bräkne-Hoby 105:1, Gräberfeld   | Bräkne-Hoby 105:1 (Gräberfeld / L1979:4979) ovales etwa 50 x 40 m großes Gräberfeld aus bestehend aus 3 Funden (1 Steinhügelgrab und 2 Steinsetzungen), befindet sich zusammen mit weiteren Funden auf einem Hügelkamm etwa 5 km südlich Bräkne-Hoby nahe der Ortschaft Lilla Kulleryd, etwa 150 m östlich der Sonekullavägen, ca. 90 m nördlich davon z.b. ein weiteres Gräberfeld Bräkne-Hoby 104:1 (L1979:4870) | Weitere Bilder |
| 10098801090001 | (Karte) | Bräkne-Hoby 109:1, Steinsetzung | Bräkne-Hoby 109:1 (Steinsetzung / L1979:4179) bitte Beschreibung ergänzen | Weitere Bilder |
| 10098801100001 | (Karte) | Bräkne-Hoby 110:1, Steinsetzung | Bräkne-Hoby 110:1 (Steinsetzung / L1979:4180) bitte Beschreibung ergänzen | Weitere Bilder |
| 10098801110001 | (Karte) | Bräkne-Hoby 111:1, Gräberfeld   | Bräkne-Hoby 111:1 (Gräberfeld / L1979:4181) bitte Beschreibung ergänzen | Weitere Bilder |
| 10098801120001 | (Karte) | Bräkne-Hoby 112:1, Steinsetzung | Bräkne-Hoby 112:1 (Steinsetzung / L1979:4435) bitte Beschreibung ergänzen | Weitere Bilder |
| 10098801120002 | (Karte) | Bräkne-Hoby 112:2, Steinsetzung | Bräkne-Hoby 112.2 (Steinsetzung / L1979:4984) bitte Beschreibung ergänzen | Weitere Bilder |
| 10098801130001 | (Karte) | Bräkne-Hoby 113:1, Steinsetzung | Bräkne-Hoby 113:1 (Steinsetzung / L1979:4436) bitte Beschreibung ergänzen | Weitere Bilder |
| 10098801140001 | (Karte) | Bräkne-Hoby 114:1, Steinsetzung | Bräkne-Hoby 114:1 (Steinsetzung / L1979:4437) bitte Beschreibung ergänzen | Weitere Bilder |
| 10098801140002 | (Karte) | Bräkne-Hoby 114:2, Steinsetzung | Bräkne-Hoby 114:2 (Steinsetzung / L1979:4996) bitte Beschreibung ergänzen | Weitere Bilder |
| 10098801150001 | (Karte) | Bräkne-Hoby 115:1, Steinsetzung | Bräkne-Hoby 115:1 (Steinsetzung / L1979:4560) bitte Beschreibung ergänzen | Weitere Bilder |
| 10098801160001 | (Karte) | Bräkne-Hoby 116:1, Steinsetzung | Bräkne-Hoby 116:1 (Steinsetzung / L1979:5118) bitte Beschreibung ergänzen | Weitere Bilder |
| 10098801180001 | (Karte) | Bräkne-Hoby 118:1, Röse         | Bräkne-Hoby 118:1 (Steinhügelgrab / L1979:5120) rundes (etwa 14 m Durchmesser) Steinhügelgrab mit bis zu 0,9 m großen Steinen und 4 bis 1,5 m großen Randblöcken auf einer Hügelkuppe südwestlich Stora Kulleryd neben der Straße nach Svalemåla, daneben befinden sich noch ein Grabstein Bräkne-Hoby 956 (L1978:8643) und 2 Steinsetzungen Bräkne-Hoby 957 (L1978:8750) und Bräkne-Hoby 958 (L1978:8751) | Weitere Bilder |
| 10098801190001 | (Karte) | Bräkne-Hoby 119:1, Steinsetzung | Bräkne-Hoby 119:1 (Steinsetzung / L1979:4575) bitte Beschreibung ergänzen | Weitere Bilder |
| 10098801190002 | (Karte) | Bräkne-Hoby 119:2, Steinsetzung | Bräkne-Hoby 119:2 (Steinsetzung / L1979:4223) bitte Beschreibung ergänzen | Weitere Bilder |
| 10098801200001 | (Karte) | Bräkne-Hoby 120:1, Steinsetzung | Bräkne-Hoby 120:1 (Steinsetzung / L1979:4751) bitte Beschreibung ergänzen | Weitere Bilder |
| 10098801200002 | (Karte) | Bräkne-Hoby 120:2, Steinsetzung | Bräkne-Hoby 120:2 (Steinsetzung / L1979:4750) bitte Beschreibung ergänzen | Weitere Bilder |
| 10098801210001 | (Karte) | Bräkne-Hoby 121:1, Röse         | Bräkne-Hoby 121:1 (Steinhügelgrab / L1979:4752) bitte Beschreibung ergänzen | Weitere Bilder |
| 10098801210002 | (Karte) | Bräkne-Hoby 121:2, Steinsetzung | Bräkne-Hoby 121:2 (Steinsetzung / L1979:4166) bitte Beschreibung ergänzen | Weitere Bilder |
| 10098801220001 | (Karte) | Bräkne-Hoby 122:1, Steinsetzung | Bräkne-Hoby 122:1 (Steinsetzung / L1979:4345) bitte Beschreibung ergänzen | Weitere Bilder |
| 10098801230001 | (Karte) | Bräkne-Hoby 123:1, Steinsetzung | Bräkne-Hoby 123:1 (Steinsetzung / L1979:4885) bitte Beschreibung ergänzen | Weitere Bilder |
| 10098801240001 | (Karte) | Bräkne-Hoby 124:1, Steinsetzung | Bräkne-Hoby 124:1 (Steinsetzung / L1979:4886) bitte Beschreibung ergänzen | Weitere Bilder |
| 10098801250001 | (Karte) | Bräkne-Hoby 125:1, Steinsetzung | Bräkne-Hoby 125:1 (Steinsetzung / L1979:4887) bitte Beschreibung ergänzen | Weitere Bilder |
| 10098801260001 | (Karte) | Bräkne-Hoby 126:1, Steinsetzung | Bräkne-Hoby 126:1 (Steinsetzung / L1979:4301) bitte Beschreibung ergänzen | Weitere Bilder |
| 10098801260002 | (Karte) | Bräkne-Hoby 126:2, Grabstein    | Bräkne-Hoby 126:2 (Grabstein / L1979:5016) bitte Beschreibung ergänzen | Weitere Bilder |
| 10098801260003 | (Karte) | Bräkne-Hoby 126:3, Grabstein    | Bräkne-Hoby 126:3 (Grabstein / L1979:4467) bitte Beschreibung ergänzen | Weitere Bilder |
| 10098801270001 | (Karte) | Bräkne-Hoby 127:1, Grabstein    | Bräkne-Hoby 127:1 (Grabstein / L1979:5017) bitte Beschreibung ergänzen | Weitere Bilder |
| 10098801280001 | (Karte) | Bräkne-Hoby 128:1, Grabstein    | Bräkne-Hoby 128:1 (Grabstein / L1979:5018) bitte Beschreibung ergänzen | Weitere Bilder |
| 10098801290001 | (Karte) | Bräkne-Hoby 129:1, Steinsetzung | Bräkne-Hoby 129:1 (Steinsetzung / L1979:4421) bitte Beschreibung ergänzen | Weitere Bilder |
| 10098801300001 | (Karte) | Bräkne-Hoby 130:1, Steinsetzung | Bräkne-Hoby 130:1 (Steinsetzung / L1979:5157) bitte Beschreibung ergänzen | Weitere Bilder |
| 10098801310001 | (Karte) | Bräkne-Hoby 131:1, Steinsetzung | Bräkne-Hoby 131:1 (Steinsetzung / L1979:5158) bitte Beschreibung ergänzen | Weitere Bilder |
| 10098801320001 | (Karte) | Bräkne-Hoby 132:1, Steinsetzung | Bräkne-Hoby 132:1 (Steinsetzung / L1979:5159) bitte Beschreibung ergänzen | Weitere Bilder |
| 10098801330001 | (Karte) | Bräkne-Hoby 133:1, Steinsetzung | Bräkne-Hoby 133:1 (Steinsetzung / L1979:4547) bitte Beschreibung ergänzen | Weitere Bilder |
| 10098801340001 | (Karte) | Bräkne-Hoby 134:1, Steinsetzung | Bräkne-Hoby 134:1 (Steinsetzung / L1979:4224) bitte Beschreibung ergänzen | Weitere Bilder |
| 10098801340002 | (Karte) | Bräkne-Hoby 134:2, Steinsetzung | Bräkne-Hoby 134:2 (Steinsetzung / L1979:4754) bitte Beschreibung ergänzen | Weitere Bilder |
| 10098801350001 | (Karte) | Bräkne-Hoby 135:1, Röse         | Bräkne-Hoby 135:1 (Steinhügelgrab / L1979:4225) bitte Beschreibung ergänzen | Weitere Bilder |
| 10098801360001 | (Karte) | Bräkne-Hoby 136:1, Steinsetzung | Bräkne-Hoby 136:1 (Steinsetzung / L1979:4226) bitte Beschreibung ergänzen | Weitere Bilder |
| 10098801370001 | (Karte) | Bräkne-Hoby 137:1, Steinsetzung | Bräkne-Hoby 137:1 (Steinsetzung / L1979:4704) bitte Beschreibung ergänzen | Weitere Bilder |
| 10098801380001 | (Karte) | Bräkne-Hoby 138:1, Steinsetzung | Bräkne-Hoby 138:1 (Steinsetzung / L1979:4889) bitte Beschreibung ergänzen | Weitere Bilder |
| 10098801390001 | (Karte) | Bräkne-Hoby 139:1, Steinsetzung | Bräkne-Hoby 139:1 (Steinsetzung / L1979:4346) bitte Beschreibung ergänzen | Weitere Bilder |
| 10098801400001 | (Karte) | Bräkne-Hoby 140:1, Steinsetzung | Bräkne-Hoby 140:1 (Steinsetzung / L1979:4347) bitte Beschreibung ergänzen | Weitere Bilder |
| 10098801410001 | (Karte) | Bräkne-Hoby 141:1, Steinsetzung | Bräkne-Hoby 141:1 (Steinsetzung / L1979:4348) bitte Beschreibung ergänzen | Weitere Bilder |
| 10098801440001 | (Karte) | Bräkne-Hoby 144:1, Steinsetzung | Bräkne-Hoby 144:1 (Steinsetzung / L1979:4468) bitte Beschreibung ergänzen | Weitere Bilder |
| 10098801450001 | (Karte) | Bräkne-Hoby 145:1, Steinsetzung | Bräkne-Hoby 145:1 (Steinsetzung / L1979:4469) bitte Beschreibung ergänzen | Weitere Bilder |
| 10098801460001 | (Karte) | Bräkne-Hoby 146:1, Steinsetzung | Bräkne-Hoby 146:1 (Steinsetzung / L1979:4470) bitte Beschreibung ergänzen | Weitere Bilder |
| 10098801470001 | (Karte) | Bräkne-Hoby 147:1, Steinsetzung | Bräkne-Hoby 147:1 (Steinsetzung / L1979:4968) bitte Beschreibung ergänzen | Weitere Bilder |
| 10098801480001 | (Karte) | Bräkne-Hoby 148:1, Steinsetzung | Bräkne-Hoby 148:1 (Steinsetzung / L1979:5161) bitte Beschreibung ergänzen | Weitere Bilder |
| 10098801490001 | (Karte) | Bräkne-Hoby 149:1, Steinsetzung | Bräkne-Hoby 149:1 (Steinsetzung / L1979:4610) bitte Beschreibung ergänzen | Weitere Bilder |
| 10098801500001 | (Karte) | Bräkne-Hoby 150:1, Gräberfeld   | Bräkne-Hoby 150:1 (Gräberfeld / L1979:4611) bitte Beschreibung ergänzen | Weitere Bilder |
| 10098801510001 | (Karte) | Bräkne-Hoby 151:1, Steinsetzung | Bräkne-Hoby 151:1 (Steinsetzung / L1979:4755) bitte Beschreibung ergänzen | Weitere Bilder |
| 10098801510002 | (Karte) | Bräkne-Hoby 151:2, Steinsetzung | Bräkne-Hoby 151:2 (Steinsetzung / L1979:5109) bitte Beschreibung ergänzen | Weitere Bilder |
| 10098801510003 | (Karte) | Bräkne-Hoby 151:3, Steinsetzung | Bräkne-Hoby 151:3 (Steinsetzung / L1979:4756) bitte Beschreibung ergänzen | Weitere Bilder |
| 10098801510004 | (Karte) | Bräkne-Hoby 151:4, Steinsetzung | Bräkne-Hoby 151:4 (Steinsetzung / L1979:4228) bitte Beschreibung ergänzen | Weitere Bilder |
| 10098801520001 | (Karte) | Bräkne-Hoby 152:1, Röse         | Bräkne-Hoby 152:1 (Steinhügelgrab / L1979:4169) bitte Beschreibung ergänzen | Weitere Bilder |
| 10098801520002 | (Karte) | Bräkne-Hoby 152:2, Steinsetzung | Bräkne-Hoby 152:2 (Steinsetzung / L1979:4757) bitte Beschreibung ergänzen | Weitere Bilder |
| 10098801530001 | (Karte) | Bräkne-Hoby 153:1, Steinsetzung | Bräkne-Hoby 153:1 (Steinsetzung / L1979:4447) bitte Beschreibung ergänzen | Weitere Bilder |
| 10098801540001 | (Karte) | Bräkne-Hoby 154:1, Steinsetzung | Bräkne-Hoby 154:1 (Steinsetzung / L1979:4993) beschrieben als Fundort von Überresten bestehend aus einer 6 x 3 m großen Kiesschicht im vereinzelten Steinen bis zu 0,8 m, vormals aufgeführt als Gruppe von zwei Steinsetzungen mit 4 x 3 m und 2 x 1 m Größe; befindet sich etwa 800 m südwestlich Biskopsmåla an der Straße. | Weitere Bilder |
| 10098801550001 | (Karte) | Bräkne-Hoby 155:1, Steinsetzung | Bräkne-Hoby 155:1 (Steinsetzung / L1979:4994) bitte Beschreibung ergänzen | Weitere Bilder |
| 10098801560001 | (Karte) | Bräkne-Hoby 156:1, Steinsetzung | Bräkne-Hoby 156:1 (Steinsetzung / L1979:4995) bitte Beschreibung ergänzen | Weitere Bilder |
| 10098801570001 | (Karte) | Bräkne-Hoby 157:1, Grabstein    | Bräkne-Hoby 157:1 (Grabstein / L1979:5136) bitte Beschreibung ergänzen | Weitere Bilder |
| 10098801570002 | (Karte) | Bräkne-Hoby 157:2, Grabstein    | Bräkne-Hoby 157:2 (Grabstein / L1979:4488) bitte Beschreibung ergänzen | Weitere Bilder |
| 10098801580001 | (Karte) | Bräkne-Hoby 158:1, Steinsetzung | Bräkne-Hoby 158:1 (Steinsetzung / L1979:4572) bitte Beschreibung ergänzen | Weitere Bilder |
| 10098801610001 | (Karte) | Bräkne-Hoby 161:1, Grabstein    | Bräkne-Hoby 161:1 (Grabstein / L1979:4205) bitte Beschreibung ergänzen | Weitere Bilder |
| 10098801610002 | (Karte) | Bräkne-Hoby 161:2, Grabstein    | Bräkne-Hoby 161:2 (Grabstein / L1979:4643) bitte Beschreibung ergänzen | Weitere Bilder |
| 10098801610003 | (Karte) | Bräkne-Hoby 161:3, Grabstein    | Bräkne-Hoby 161:3 (Grabstein / L1979:4730) bitte Beschreibung ergänzen | Weitere Bilder |
| 10098801640001 | (Karte) | Bräkne-Hoby 164:1, Gräberfeld   | Bräkne-Hoby 164:1 (Gräberfeld / L1979:4781) bitte Beschreibung ergänzen | Weitere Bilder |
| 10098801650001 | (Karte) | Bräkne-Hoby 165:1, Steinsetzung | Bräkne-Hoby 165:1 (Steinsetzung / L1979:4448) bitte Beschreibung ergänzen | Weitere Bilder |
| 10098801650002 | (Karte) | Bräkne-Hoby 165:2, Steinsetzung | Bräkne-Hoby 165:2 (Steinsetzung / L1979:4916) bitte Beschreibung ergänzen | Weitere Bilder |
| 10098801650003 | (Karte) | Bräkne-Hoby 165:3, Steinsetzung | Bräkne-Hoby 165: (Steinsetzung / L1979:4322) bitte Beschreibung ergänzen | Weitere Bilder |
| 10098801650004 | (Karte) | Bräkne-Hoby 165:4, Steinsetzung | Bräkne-Hoby 165:4 (Steinsetzung / L1979:4997) bitte Beschreibung ergänzen | Weitere Bilder |
| 10098801660001 | (Karte) | Bräkne-Hoby 166:1, Röse         | Bräkne-Hoby 166:1 (Steinhügelgrab / L1979:4449) bitte Beschreibung ergänzen | Weitere Bilder |
| 10098801670001 | (Karte) | Bräkne-Hoby 167:1, Röse         | Bräkne-Hoby 167:1 (Steinhügelgrab / L1979:5049) bitte Beschreibung ergänzen | Weitere Bilder |
| 10098801670002 | (Karte) | Bräkne-Hoby 167:2, Steinsetzung | Bräkne-Hoby 167:2 (Steinsetzung / L1979:4450) bitte Beschreibung ergänzen | Weitere Bilder |
| 10098801680001 | (Karte) | Bräkne-Hoby 168:1, Steinsetzung | Bräkne-Hoby 168:1 (Steinsetzung / L1979:4576) bitte Beschreibung ergänzen | Weitere Bilder |
| 10098801690001 | (Karte) | Bräkne-Hoby 169:1, Steinsetzung | Bräkne-Hoby 169:1 (Steinsetzung / L1979:5137) bitte Beschreibung ergänzen | Weitere Bilder |
| 10098801710001 | (Karte) | Bräkne-Hoby 171:1, Grabstein    | Bräkne-Hoby 171:1 (Grabstein / L1979:4123) bitte Beschreibung ergänzen | Weitere Bilder |
| 10098801710002 | (Karte) | Bräkne-Hoby 171:2, Grabstein    | Bräkne-Hoby 171:2 (Grabstein / L1979:4167) bitte Beschreibung ergänzen | Weitere Bilder |
| 10098801710003 | (Karte) | Bräkne-Hoby 171:3, Grabstein    | Bräkne-Hoby 171:3 (Grabstein / L1979:5139) bitte Beschreibung ergänzen | Weitere Bilder |
| 10098801730001 | (Karte) | Bräkne-Hoby 173:1, Steinsetzung | Bräkne-Hoby 173:1 (Steinsetzung / L1979:4702) bitte Beschreibung ergänzen | Weitere Bilder |
| 10098801740001 | (Karte) | Bräkne-Hoby 174:1, Steinsetzung | Bräkne-Hoby 174:1 (Steinsetzung / L1979:4703) bitte Beschreibung ergänzen | Weitere Bilder |
| 10098801750001 | (Karte) | Bräkne-Hoby 175:1, Steinsetzung | Bräkne-Hoby 175:1 (Steinsetzung / L1979:4284) bitte Beschreibung ergänzen | Weitere Bilder |
| 10098801760001 | (Karte) | Bräkne-Hoby 176:1, Grabstein    | Bräkne-Hoby 176:1 (Grabstein / L1979:4302) bitte Beschreibung ergänzen | Weitere Bilder |
| 10098801770001 | (Karte) | Bräkne-Hoby 177:1, Steinsetzung | Bräkne-Hoby 177:1 (Steinsetzung / L1979:4838) bitte Beschreibung ergänzen | Weitere Bilder |
| 10098801790001 | (Karte) | Bräkne-Hoby 179:1, Steinkreis   | Bräkne-Hoby 179:1 (Steinkreis / L1979:4422) bitte Beschreibung ergänzen | Weitere Bilder |
| 10098801790002 | (Karte) | Bräkne-Hoby 179:2, Steinsetzung | Bräkne-Hoby 179:2 (Steinsetzung / L1979:4402) bitte Beschreibung ergänzen | Weitere Bilder |
| 10098801800001 | (Karte) | Bräkne-Hoby 180:1, Steinsetzung | Bräkne-Hoby 180:1 (Steinsetzung / L1979:4965) bitte Beschreibung ergänzen | Weitere Bilder |
| 10098801830001 | (Karte) | Bräkne-Hoby 183:1, Grabstein    | Bräkne-Hoby 183:1 (Grabstein / L1979:4528) bitte Beschreibung ergänzen | Weitere Bilder |
| 10098801840001 | (Karte) | Bräkne-Hoby 184:1, Steinsetzung | Bräkne-Hoby 184:1 (Steinsetzung / L1979:5107) bitte Beschreibung ergänzen | Weitere Bilder |
| 10098801840002 | (Karte) | Bräkne-Hoby 184:2, Steinsetzung | Bräkne-Hoby 184:2 (Steinsetzung / L1979:4548) bitte Beschreibung ergänzen | Weitere Bilder |
| 10098801840003 | (Karte) | Bräkne-Hoby 184:3, Steinsetzung | Bräkne-Hoby 184:3 (Steinsetzung / L1979:5106) bitte Beschreibung ergänzen | Weitere Bilder |
| 10098801850001 | (Karte) | Bräkne-Hoby 185:1, Steinsetzung | Bräkne-Hoby 185:1 (Steinsetzung / L1979:5108) bitte Beschreibung ergänzen | Weitere Bilder |
| 10098801860001 | (Karte) | Bräkne-Hoby 186:1, Gräberfeld   | Bräkne-Hoby 186:1 (Gräberfeld / L1979:4683) ovales (ca. 45 x 30 m) Gräberfeld östlich der Hjälmsavägen, etwa 2 km nordwestlich Bräkne-Hoby, bestehend aus 3 Funden (1 Grabstein und 2 Steinsetzungen) südlich bei Grundstück Hjälmsavägen 32. | Weitere Bilder |
| 10098801870001 | (Karte) | Bräkne-Hoby 187:1, Röse         | Bräkne-Hoby 187:1 (Steinhügelgrab / L1979:4168) bitte Beschreibung ergänzen | Weitere Bilder |
| 10098801890001 | (Karte) | Bräkne-Hoby 189:1, Steinsetzung | Bräkne-Hoby 189:1 (Steinsetzung / L1979:4841) bitte Beschreibung ergänzen | Weitere Bilder |
| 10098801920001 | (Karte) | Bräkne-Hoby 192:1, Steinsetzung | Bräkne-Hoby 192:1 (Steinsetzung / L1979:4950) bitte Beschreibung ergänzen | Weitere Bilder |
| 10098801930001 | (Karte) | Bräkne-Hoby 193:1, Grabstein    | Bräkne-Hoby 193:1 (Grabstein / L1979:4969) bitte Beschreibung ergänzen | Weitere Bilder |
| 10098801960001 | (Karte) | Bräkne-Hoby 196:1, Steinsetzung | Bräkne-Hoby 196:1 (Steinsetzung / L1979:5087) bitte Beschreibung ergänzen | Weitere Bilder |
| 10098801970001 | (Karte) | Bräkne-Hoby 197:1, Steinsetzung | Bräkne-Hoby 197:1 (Steinsetzung / L1979:5110) bitte Beschreibung ergänzen | Weitere Bilder |
| 10098801980001 | (Karte) | Bräkne-Hoby 198:1, Steinsetzung | Bräkne-Hoby 198:1 (Steinsetzung / L1979:4669) bitte Beschreibung ergänzen | Weitere Bilder |
| 10098801990001 | (Karte) | Bräkne-Hoby 199:1, Steinsetzung | Bräkne-Hoby 199:1 (Steinsetzung / L1979:4670) bitte Beschreibung ergänzen | Weitere Bilder |
| 10098802000001 | (Karte) | Bräkne-Hoby 200:1, Steinsetzung | Bräkne-Hoby 200:1 (Steinsetzung / L1979:4671) bitte Beschreibung ergänzen | Weitere Bilder |
| 10098802010001 | (Karte) | Bräkne-Hoby 201:1, Steinsetzung | Bräkne-Hoby 201:1 (Steinsetzung / L1979:4170) bitte Beschreibung ergänzen | Weitere Bilder |
| 10098802010002 | (Karte) | Bräkne-Hoby 201:2, Steinsetzung | Bräkne-Hoby 201:2 (Steinsetzung / L1979:4152) bitte Beschreibung ergänzen | Weitere Bilder |
| 10098802010003 | (Karte) | Bräkne-Hoby 201:3, Steinsetzung | Bräkne-Hoby 201:3 (Steinsetzung / L1979:4804) bitte Beschreibung ergänzen | Weitere Bilder |
| 10098802020001 | (Karte) | Bräkne-Hoby 202:1, Steinsetzung | Bräkne-Hoby 202:1 (Steinsetzung / L1979:4805) bitte Beschreibung ergänzen | Weitere Bilder |
| 10098802030001 | (Karte) | Bräkne-Hoby 203:1, Steinsetzung | Bräkne-Hoby 203:1 (Steinsetzung / L1979:4806) bitte Beschreibung ergänzen | Weitere Bilder |
| 10098802100001 | (Karte) | Bräkne-Hoby 210:1, Petroglyphe  | Bräkne-Hoby 210:1 (Petroglyphe / L1979:4489) bitte Beschreibung ergänzen | Weitere Bilder |
| 10098802120001 | (Karte) | Bräkne-Hoby 212:1, Petroglyphe  | Bräkne-Hoby 212:1 (Petroglyphe / L1979:5048) bitte Beschreibung ergänzen | Weitere Bilder |
| 10098802180001 | (Karte) | Bräkne-Hoby 218:1, Petroglyphe  | Bräkne-Hoby 218:1 (Petroglyphe / L1979:4252) bitte Beschreibung ergänzen | Weitere Bilder |
| 10098802190001 | (Karte) | Bräkne-Hoby 219:1, Petroglyphe  | Bräkne-Hoby 219:1 (Petroglyphe / L1979:4285) bitte Beschreibung ergänzen | Weitere Bilder |
| 10098802200001 | (Karte) | Bräkne-Hoby 220:1, Petroglyphe  | Bräkne-Hoby 220:1 (Petroglyphe / L1979:4819) bitte Beschreibung ergänzen | Weitere Bilder |
| 10098802210001 | (Karte) | Bräkne-Hoby 221:1, Petroglyphe  | Bräkne-Hoby 221:1 (Petroglyphe / L1979:4241) bitte Beschreibung ergänzen | Weitere Bilder |
| 10098802220001 | (Karte) | Bräkne-Hoby 222:1, Petroglyphe  | Bräkne-Hoby 222:1 (Petroglyphe / L1979:4151) bitte Beschreibung ergänzen | Weitere Bilder |
| 10098802220002 | (Karte) | Bräkne-Hoby 222:2, Petroglyphe  | Bräkne-Hoby 222:2 (Petroglyphe / L1979:5050) bitte Beschreibung ergänzen | Weitere Bilder |
| 10098802230001 | (Karte) | Bräkne-Hoby 223:1, Steinsetzung | Bräkne-Hoby 223:1 (Steinsetzung / L1979:4490) bitte Beschreibung ergänzen | Weitere Bilder |
| 10098802240001 | (Karte) | Bräkne-Hoby 224:1, Steinsetzung | Bräkne-Hoby 224:1 (Steinsetzung / L1979:5065) bitte Beschreibung ergänzen | Weitere Bilder |
| 10098802240002 | (Karte) | Bräkne-Hoby 224:2, Steinsetzung | Bräkne-Hoby 224:2 (Steinsetzung / L1979:4491) bitte Beschreibung ergänzen | Weitere Bilder |
| 10098802250001 | (Karte) | Bräkne-Hoby 225:1, Steinsetzung | Bräkne-Hoby 225:1 (Steinsetzung / L1979:4403) bitte Beschreibung ergänzen | Weitere Bilder |
| 10098802260001 | (Karte) | Bräkne-Hoby 226:1, Steinsetzung | Bräkne-Hoby 226:1 (Steinsetzung / L1979:4947) bitte Beschreibung ergänzen | Weitere Bilder |
| 10098802270001 | (Karte) | Bräkne-Hoby 227:1, Steinsetzung | Bräkne-Hoby 227:1 (Steinsetzung / L1979:4948) bitte Beschreibung ergänzen | Weitere Bilder |
| 10098802280001 | (Karte) | Bräkne-Hoby 228:1, Steinsetzung | Bräkne-Hoby 228:1 (Steinsetzung / L1979:4949) bitte Beschreibung ergänzen | Weitere Bilder |
| 10098802290001 | (Karte) | Bräkne-Hoby 229:1, Steinsetzung | Bräkne-Hoby 229:1 (Steinsetzung / L1979:4359) bitte Beschreibung ergänzen | Weitere Bilder |
| 10098802320001 | (Karte) | Bräkne-Hoby 232:1, Röse         | Bräkne-Hoby 232:1 (Steinhügelgrab / L1979:4286) bitte Beschreibung ergänzen | Weitere Bilder |
| 10098802330001 | (Karte) | Bräkne-Hoby 233:1, Röse         | Bräkne-Hoby 233:1 (Steinhügelgrab / L1979:4287) bitte Beschreibung ergänzen | Weitere Bilder |
| 10098802370001 | (Karte) | Bräkne-Hoby 237:1, Steinsetzung | Bräkne-Hoby 237:1 (Steinsetzung / L1979:4099) bitte Beschreibung ergänzen | Weitere Bilder |
| 10098802370002 | (Karte) | Bräkne-Hoby 237:2, Steinsetzung | Bräkne-Hoby 237:2 (Steinsetzung / L1979:4648) bitte Beschreibung ergänzen | Weitere Bilder |
| 10098802380001 | (Karte) | Bräkne-Hoby 238:1, Steinsetzung | Bräkne-Hoby 238:1 (Steinsetzung / L1979:4529) bitte Beschreibung ergänzen | Weitere Bilder |
| 10098802390001 | (Karte) | Bräkne-Hoby 239:1, Röse         | Bräkne-Hoby 239:1 (Steinhügelgrab / L1979:5085) bitte Beschreibung ergänzen | Weitere Bilder |
| 10098802390002 | (Karte) | Bräkne-Hoby 239:2, Steinsetzung | Bräkne-Hoby 239:2 (Steinsetzung / L1979:4481) bitte Beschreibung ergänzen | Weitere Bilder |
| 10098802390003 | (Karte) | Bräkne-Hoby 239:3, Steinsetzung | Bräkne-Hoby 239:3 (Steinsetzung / L1979:5084) bitte Beschreibung ergänzen | Weitere Bilder |
| 10098802390004 | (Karte) | Bräkne-Hoby 239:4, Steinsetzung | Bräkne-Hoby 239:4 (Steinsetzung / L1979:5086) bitte Beschreibung ergänzen | Weitere Bilder |
| 10098802420001 | (Karte) | Bräkne-Hoby 242:1, Steinsetzung | Bräkne-Hoby 242:1 (Steinsetzung / L1979:4405) bitte Beschreibung ergänzen | Weitere Bilder |
| 10098802430001 | (Karte) | Bräkne-Hoby 243:1, Steinsetzung | Bräkne-Hoby 243:1 (Steinsetzung / L1979:4406) bitte Beschreibung ergänzen | Weitere Bilder |
| 10098802440001 | (Karte) | Bräkne-Hoby 244:1, Steinsetzung | Bräkne-Hoby 244:1 (Steinsetzung / L1979:4903) bitte Beschreibung ergänzen | Weitere Bilder |
| 10098802450001 | (Karte) | Bräkne-Hoby 245:1, Röse         | Bräkne-Hoby 245:1 (Steinhügelgrab / L1979:4366) bitte Beschreibung ergänzen | Weitere Bilder |
| 10098802450002 | (Karte) | Bräkne-Hoby 245:2, Steinsetzung | Bräkne-Hoby 245:2 (Steinsetzung / L1979:4917) bitte Beschreibung ergänzen | Weitere Bilder |
| 10098802460001 | (Karte) | Bräkne-Hoby 246:1, Steinsetzung | Bräkne-Hoby 246:1 (Steinsetzung / L1979:4367) bitte Beschreibung ergänzen | Weitere Bilder |
| 10098802470001 | (Karte) | Bräkne-Hoby 247:1, Steinsetzung | Bräkne-Hoby 247:1 (Steinsetzung / L1979:4928) bitte Beschreibung ergänzen | Weitere Bilder |
| 10098802470002 | (Karte) | Bräkne-Hoby 247:2, Steinsetzung | Bräkne-Hoby 247:2 (Steinsetzung / L1979:4368) bitte Beschreibung ergänzen | Weitere Bilder |
| 10098802480001 | (Karte) | Bräkne-Hoby 248:1, Steinsetzung | Bräkne-Hoby 248:1 (Steinsetzung / L1979:5028) bitte Beschreibung ergänzen | Weitere Bilder |
| 10098802490001 | (Karte) | Bräkne-Hoby 249:1, Röse         | Bräkne-Hoby 249:1 (Steinhügelgrab / L1979:4476) bitte Beschreibung ergänzen | Weitere Bilder |
| 10098802490002 | (Karte) | Bräkne-Hoby 249:2, Steinsetzung | Bräkne-Hoby 249:2 (Steinsetzung / L1979:4477) bitte Beschreibung ergänzen | Weitere Bilder |
| 10098802500001 | (Karte) | Bräkne-Hoby 250:1, Steinsetzung | Bräkne-Hoby 250:1 (Steinsetzung / L1979:4478) bitte Beschreibung ergänzen | Weitere Bilder |
| 10098802530001 | (Karte) | Bräkne-Hoby 253:1, Steinsetzung | Bräkne-Hoby 253:1 (Steinsetzung / L1979:4620) bitte Beschreibung ergänzen | Weitere Bilder |
| 10098802530002 | (Karte) | Bräkne-Hoby 253:2, Steinsetzung | Bräkne-Hoby 253:2 (Steinsetzung / L1979:4621) bitte Beschreibung ergänzen | Weitere Bilder |
| 10098802540001 | (Karte) | Bräkne-Hoby 254:1, Steinsetzung | Bräkne-Hoby 254:1 (Steinsetzung / L1979:4145) bitte Beschreibung ergänzen | Weitere Bilder |
| 10098802550001 | (Karte) | Bräkne-Hoby 255:1, Petroglyphe  | Bräkne-Hoby 255:1 (Petroglyphe / L1979:4764) bitte Beschreibung ergänzen | Weitere Bilder |
| 10098802560001 | (Karte) | Bräkne-Hoby 256:1, Petroglyphe  | Bräkne-Hoby 256:1 (Petroglyphe / L1979:4765) bitte Beschreibung ergänzen | Weitere Bilder |
| 10098802570001 | (Karte) | Bräkne-Hoby 257:1, Steinsetzung | Bräkne-Hoby 257:1 (Steinsetzung / L1979:4280) bitte Beschreibung ergänzen | Weitere Bilder |
| 10098802580001 | (Karte) | Bräkne-Hoby 258:1, Steinsetzung | Bräkne-Hoby 258:1 (Steinsetzung / L1979:5413) bitte Beschreibung ergänzen | Weitere Bilder |
| 10098802600001 | (Karte) | Bräkne-Hoby 260:1, Steinsetzung | Bräkne-Hoby 260:1 (Steinsetzung / L1979:4935) bitte Beschreibung ergänzen | Weitere Bilder |
| 10098802610001 | (Karte) | Bräkne-Hoby 261:1, Steinsetzung | Bräkne-Hoby 261:1 (Steinsetzung / L1979:4936) bitte Beschreibung ergänzen | Weitere Bilder |
| 10098802630001 | (Karte) | Bräkne-Hoby 263:1, Steinsetzung | Bräkne-Hoby 263:1 (Steinsetzung / L1979:5518) bitte Beschreibung ergänzen | Weitere Bilder |
| 10098802680001 | (Karte) | Bräkne-Hoby 268:1, Petroglyphe  | Bräkne-Hoby 268:1 (Petroglyphe / L1979:4672) bitte Beschreibung ergänzen | Weitere Bilder |
| 12000000056987 | (Karte) | Bräkne-Hoby 347, Grabstein      | Bräkne-Hoby 347 (Grabstein / L1978:1269) bitte Beschreibung ergänzen | Weitere Bilder |
| 12000000057191 | (Karte) | Bräkne-Hoby 364, Steinsetzung   | Bräkne-Hoby 364 (Steinsetzung / L1978:750) bitte Beschreibung ergänzen | Weitere Bilder |
| 12000000100746 | (Karte) | Bräkne-Hoby 704, Steinsetzung   | Bräkne-Hoby 704 (Steinsetzung / L1978:4595) bitte Beschreibung ergänzen | Weitere Bilder |
| 12000000102279 | (Karte) | Bräkne-Hoby 885, Petroglyphe    | Bräkne-Hoby 885 (Petroglyphe / L1978:5587) bitte Beschreibung ergänzen | Weitere Bilder |
| 12000000102288 | (Karte) | Bräkne-Hoby 893, Steinsetzung   | Bräkne-Hoby 893 (Steinsetzung / L1978:5590) bitte Beschreibung ergänzen | Weitere Bilder |
| 12000000102289 | (Karte) | Bräkne-Hoby 894, Steinsetzung   | Bräkne-Hoby 894 (Steinsetzung / L1978:5591) bitte Beschreibung ergänzen | Weitere Bilder |
| 12000000102299 | (Karte) | Bräkne-Hoby 904, Petroglyphe    | Bräkne-Hoby 904 (Petroglyphe / L1978:5539) bitte Beschreibung ergänzen | Weitere Bilder |
| 12000000102308 | (Karte) | Bräkne-Hoby 912, Steinsetzung   | Bräkne-Hoby 912 (Steinsetzung / L1978:5542) bitte Beschreibung ergänzen | Weitere Bilder |
| 12000000102309 | (Karte) | Bräkne-Hoby 913, Steinsetzung   | Bräkne-Hoby 913 (Steinsetzung / L1978:5543) bitte Beschreibung ergänzen | Weitere Bilder |
| 12000000119871 | (Karte) | Bräkne-Hoby 926, Petroglyphe    | Bräkne-Hoby 926 (Petroglyphe / L1978:7049) bitte Beschreibung ergänzen | Weitere Bilder |
| 12000000119873 | (Karte) | Bräkne-Hoby 927, Petroglyphe    | Bräkne-Hoby 927 (Petroglyphe / L1978:7050) bitte Beschreibung ergänzen | Weitere Bilder |
| 12000000119875 | (Karte) | Bräkne-Hoby 928, Petroglyphe    | Bräkne-Hoby 928 (Petroglyphe / L1978:7082) bitte Beschreibung ergänzen | Weitere Bilder |
| 12000000119877 | (Karte) | Bräkne-Hoby 929, Petroglyphe    | Bräkne-Hoby 929 (Petroglyphe / L1978:6994) bitte Beschreibung ergänzen | Weitere Bilder |
| 12000000119879 | (Karte) | Bräkne-Hoby 930, Petroglyphe    | Bräkne-Hoby 930 (Petroglyphe / L1978:6995) bitte Beschreibung ergänzen | Weitere Bilder |
| 12000000119881 | (Karte) | Bräkne-Hoby 931, Petroglyphe    | Bräkne-Hoby 931 (Petroglyphe / L1978:7083) bitte Beschreibung ergänzen | Weitere Bilder |
| 12000000119883 | (Karte) | Bräkne-Hoby 932, Petroglyphe    | Bräkne-Hoby 932 (Petroglyphe / L1978:7123) bitte Beschreibung ergänzen | Weitere Bilder |
| 12000000119885 | (Karte) | Bräkne-Hoby 933, Petroglyphe    | Bräkne-Hoby 933 (Petroglyphe / L1978:7124) bitte Beschreibung ergänzen | Weitere Bilder |
| 12000000119887 | (Karte) | Bräkne-Hoby 934, Petroglyphe    | Bräkne-Hoby 934 (Petroglyphe / L1978:7166) bitte Beschreibung ergänzen | Weitere Bilder |
| 12000000119889 | (Karte) | Bräkne-Hoby 935, Steinsetzung   | Bräkne-Hoby 935 (Steinsetzung / L1978:7167) bitte Beschreibung ergänzen | Weitere Bilder |
| 12000000119890 | (Karte) | Bräkne-Hoby 936, Petroglyphe    | Bräkne-Hoby 936 (Petroglyphe / L1978:7168) bitte Beschreibung ergänzen | Weitere Bilder |
| 12000000119892 | (Karte) | Bräkne-Hoby 937, Petroglyphe    | Bräkne-Hoby 937 (Petroglyphe / L1978:7199) bitte Beschreibung ergänzen | Weitere Bilder |
| 12000000119894 | (Karte) | Bräkne-Hoby 938, Petroglyphe    | Bräkne-Hoby 938 (Petroglyphe / L1978:7230) bitte Beschreibung ergänzen | Weitere Bilder |
| 12000000129871 | (Karte) | Bräkne-Hoby 939, Petroglyphe    | Bräkne-Hoby 939 (Petroglyphe / L1978:5071) bitte Beschreibung ergänzen | Weitere Bilder |
| 12000000135824 | (Karte) | Bräkne-Hoby 940, Petroglyphe    | Bräkne-Hoby 940 (Petroglyphe / L1978:8345) bitte Beschreibung ergänzen | Weitere Bilder |
| 12000000135826 | (Karte) | Bräkne-Hoby 941, Petroglyphe    | Bräkne-Hoby 941 (Petroglyphe / L1978:8369) bitte Beschreibung ergänzen | Weitere Bilder |
| 12000000135829 | (Karte) | Bräkne-Hoby 942, Petroglyphe    | Bräkne-Hoby 942 (Petroglyphe / L1978:8370) bitte Beschreibung ergänzen | Weitere Bilder |
| 12000000135831 | (Karte) | Bräkne-Hoby 943, Petroglyphe    | Bräkne-Hoby 943 (Petroglyphe / L1978:8579) bitte Beschreibung ergänzen | Weitere Bilder |
| 12000000135834 | (Karte) | Bräkne-Hoby 944, Petroglyphe    | Bräkne-Hoby 944 (Petroglyphe / L1978:8346) bitte Beschreibung ergänzen | Weitere Bilder |
| 12000000135839 | (Karte) | Bräkne-Hoby 946, Petroglyphe    | Bräkne-Hoby 946 (Petroglyphe / L1978:8348) bitte Beschreibung ergänzen | Weitere Bilder |
| 12000000135884 | (Karte) | Bräkne-Hoby 951, Petroglyphe    | Bräkne-Hoby 951 (Petroglyphe / L1978:8577) bitte Beschreibung ergänzen | Weitere Bilder |
| 12000000135894 | (Karte) | Bräkne-Hoby 952, Petroglyphe    | Bräkne-Hoby 952 (Petroglyphe / L1978:8460) bitte Beschreibung ergänzen | Weitere Bilder |
| 12000000136077 | (Karte) | Bräkne-Hoby 954, Steinsetzung   | Bräkne-Hoby 954 (Steinsetzung / L1978:8377) bitte Beschreibung ergänzen | Weitere Bilder |
| 12000000136085 | (Karte) | Bräkne-Hoby 956, Grabstein      | Bräkne-Hoby 956 (Grabstein / L1978:8643) ca. 0,6 m hoher Grabstein auf einer Hügelkuppe südwestlich Stora Kulleryd neben der Straße nach Svalemåla, daneben befinden sich noch ein Steinhügelgrab Bräkne-Hoby 118:1 (L1979:5120) und 2 Steinsetzungen Bräkne-Hoby 957 (L1978:8750) und Bräkne-Hoby 958 (L1978:8751) | Weitere Bilder |
| 12000000136185 | (Karte) | Bräkne-Hoby 957, Steinsetzung   | Bräkne-Hoby 957 (Steinsetzung / L1978:8750) bitte Beschreibung ergänzen | Weitere Bilder |
| 12000000136186 | (Karte) | Bräkne-Hoby 958, Steinsetzung   | Bräkne-Hoby 958 (Steinsetzung / L1978:8751) bitte Beschreibung ergänzen | Weitere Bilder |